# 새로운 아틀란티스
《새로운 아틀란티스》(New Atlantis)는 프랜시스 베이컨이 1626년에 출판한 소설이다. 모어의 《유토피아》(1516), 캄파넬라의 《태양의 나라》(1623)와 더불어 유토피아 소설 가운데 하나이다. 본서는 후에 런던에서 창설된 철학학원(1645)과 청교도 혁명 후의 영국학사원 창설(1662)을 촉진시켰고, 또 18세기 프랑스의 위대한 성과인 《백과전서》 편집에 자극을 준 점에서 영향이 매우 크다. 반면에 사회제도와 정치기구 면에서는 보수적인 견해를 가지고 있다. 일례를 들면 그 나라가 가부장제를 기초로 하고 있다는 점과, 이 작품에는 플라톤과 캄파넬라의 유토피아 이야기에서 보는 것처럼 사유 재산의 부정에 대해 아무런 언급도 하지 않았다는 점이다.
아틀란티스란 대서양에 있다고 예로부터 상상되어 왔던 신비스러운 거대한 섬의 이름인데, 그는 이 아틀란티스를 오늘날의 미국과 동일시하여 새로운 아틀란티스는 그보다 더 깊숙한 곳에 있는 태평양의 한 고도(孤島)로 상정하였다. 이 나라는 그리스도교를 신봉하는 군주국으로, 종교 및 인간 관계에 있어서 예절이 존중되고 있다. 이 나라의 중심은 명군(名君)인 소라모나가 창설한 사로몬 학원으로, 이 학원의 목적은 "사물의 여러 원인과 은밀한 운동에 대한 지식이며, 인간 제국(帝國)의 영역을 확대하여 가능한 모든 것을 성취하는"것으로, 이 학원은 말하자면 과학과 기술의 연구소이다.

## 같이 보기
- 실험계획법
- 왕립학회
- 기술관료제